# Жихарев, Михаил Иванович
Михаи́л Ива́нович Жи́харев (19 ноября (1 декабря) 1820 года, Москва — после 1882, предпол. село Варварино, Борисоглебский уезд, Тамбовская губерния) — русский писатель-мемуарист и переводчик, известный как биограф философа П. Я. Чаадаева.

## Биография
Родился 19 ноября (1 декабря) 1820 года в Москве. Происходил из дворян Тамбовской губернии, по материнской линии — из рода князей Щербатовых. Получил домашнее образование, затем обучался в Московском университетском благородном пансионе и на юридическом факультете Московского университета (1837—1842). В студенческие годы входил в литературный кружок А. А. Григорьева, где сблизился с А. А. Фетом и Я. П. Полонским.
Литературный дебют состоялся в 1847 году с публикацией «Отрывка из записок современника». Как двоюродный племянник и наследник архива П. Я. Чаадаева, занимался систематизацией его наследия. В 1858 году передал в журнал «Современник» французский текст и свой перевод «Апологии сумасшедшего», но публикация была запрещена цензурой. В 1871 году опубликовал в журнале «Вестник Европы» мемуарный труд «Докладная записка потомству о П. Я. Чаадаеве».
Последние годы провёл в родовом имении Варварино Борисоглебского уезда Тамбовской губернии, где предположительно и скончался после 1882 года.